# 圣玛格丽塔和蒙霍斯
圣玛格丽塔和蒙霍斯（西班牙語：Santa Margarita y Monjós）是西班牙加泰罗尼亚巴塞罗那省的一个市镇。总面积18平方公里，总人口5042人（2001年），人口密度280人/平方公里。